# Нижняя Охтома (южная)
Нижняя Охтома — река в России, протекает по Пудожскому району Карелии. Вытекает из болот западнее Водлозера, впадает в Водлозеро в 5 км северо-западнее деревни Кевасалма, в 8 км западнее деревни Куганаволок. Длина реки составляет 11 км. Высота устья — 136,3 м над уровнем моря.

## Данные водного реестра
По данным государственного водного реестра России относится к Балтийскому бассейновому округу, водохозяйственный участок реки — Водла, речной подбассейн реки — Свирь (включая реки бассейна Онежского озера). Относится к речному бассейну реки Нева (включая бассейны рек Онежского и Ладожского озера).
Код объекта в государственном водном реестре — 01040100412102000016203.